# Sylwia Przytuła
Sylwia Przytuła – polska ekonomistka, dr hab. nauk ekonomicznych, profesor nadzwyczajny Katedry Zarządzania Kadrami i adiunkt Instytutu Organizacji i Zarządzania Wydziału Zarządzania, Informatyki i Finansów Uniwersytetu Ekonomicznego we Wrocławiu.

## Życiorys
28 września 2006 uzyskała doktorat za pracę pt. Dobór kadry menedżerskiej do przedsiębiorstw międzynarodowych działających w Polsce, a 21 maja 2015 uzyskała habilitację na podstawie rozprawy zatytułowanej pt. Zarządzanie kadrą ekspatriantów w filiach przedsiębiorstw międzynarodowych w Polsce. Została zatrudniona na stanowisku profesora nadzwyczajnego Katedry Zarządzania Kadrami i adiunkta Instytutu Organizacji i Zarządzania na Wydziale Zarządzania, Informatyki i Finansów Uniwersytetu Ekonomicznego we Wrocławiu.
Jest recenzentem jednej pracy doktorskiej pt. Znaczenie jakości życia w miejscu pracy. Czynniki wpływające na jakość życia i bariery rozwoju w jednostkach samorządu terytorialnego w Polsce opublikowanej 29 listopada 2017.

## Wybrane publikacje
- 2006: Dobór menedżerów do firm międzynarodowych działających w Polsce - wyniki badań empirycznych[1]
- 2009: Znaczenie menedżerów-ekspatriantów w korporacjach międzynarodowych i ich role w zarządzaniu filiami[1]
- 2009: Japoński model zarządzania zasobami ludzkimi[1]
- 2012: Expatriates in Poland: Preliminary Empirical Research Results[1]
- 2012: Ekspatriant-elastyczny pracownik międzynarodowy , w: , red. , nr248, s.402-415[1]
- 2014: Cross-Cultural Negotiations Between Expatriates and Local Managers-Research Findings from Poland[1]
- 2014: Ekspaci w polskich filiach-punkt widzenia polskich menedżerów[1]